# Émilie Contat
 (novembre 2021).
Pour les articles homonymes, voir Contat.
Émilie Contat, dite Mimi, née le 28 décembre 1770 à Paris et morte à Nogent-sur-Vernisson le 26 avril 1846, est une actrice française.

## Biographie
Fille de Jean-François Contat, soldat de la maréchaussée et marchand de bas privilégié et de Madeleine-Françoise Leroy, Émilie Contat était la sœur cadette de la célèbre actrice Louise Contat.

Elle débuta à la Comédie-Française le 5 octobre 1784, par le rôle de Fanchette dans le Mariage de Figaro, fut reçue à demi-quart de part le 9 septembre 1785. Le 6 octobre 1784, le Journal de Paris rendit compte de ses débuts en ces termes : 

« Hier, un début qui n’avait pas été annoncé a causé une surprise agréable aux spectateurs. La demoiselle Mimi, très jeune sœur et élève de la demoiselle Contat, a débuté par le petit rôle, de Fanchette dans le Mariage de Figaro. Elle y a montré l’aptitude la plus décidée au talent de la comédie, et le public a paru la voir avec le plus grand intérêt. Si, comme il y a lieu de le croire, elle est destinée à avoir réellement du talent, le sort l’a doublement favorisée en la plaçant dans une école où elle trouvera si facilement le prétexte et l’exemple tout à la fois. »

En 1793, en même temps que sa sœur et de certains autres membres de la troupe du Théâtre de la Nation, elle fut arrêtée en application de la loi des suspects (17 septembre 1793), et  emprisonnée à Sainte-Pélagie. Des dossiers égarés au moment où allait s’ouvrir leur procès, et surtout la chute de Robespierre, sauvèrent à temps de la guillotine les sœurs Contat. 
Émilie Contat resta attachée à la Comédie Française pendant l’espace de trente-et-un ans, de 1784 à 1815, grâce à l’appui, sans doute naturel, mais quelquefois injuste, qu’elle trouva chez sa sœur, que sa brillante réputation rendait toute puissante. C’est notamment en 1785, à l’époque du début de la jeune Caroline Vanhove, que Louise Contat, qui redoutait pour sa sœur les succès de cette dangereuse rivale, se donna toutes les peines possibles pour l’empêcher de jouer à la Cour.
Pourtant "Contat cadette", ainsi qu'on l'appelait, sut aussi mettre en valeur sa spontanéité, surtout dans des rôles de soubrettes de comédie (les Dorine, Martine, Nicole de Molière ou Lisette de Marivaux), où elle fut appréciée sous l’Empire.
Elle eut plusieurs liaisons : la première avec Joseph Louis Philippe de Lichtenstein, un cadet de la famille princière, la seconde avec Jean Gabriel Rocques, dit le comte de Montgaillard, la troisième avec Marie-Bernard Chagot de Faÿs, fournisseur aux armées, qu'elle devait épouser en 1817, peu de temps avant la mort de celui-ci. Elle en eut trois enfants, Emile de Lichtenstein (1791-1855), officier sous l'Empire, Gabrielle de Montgaillard (née en 1793), qui épousa en 1818 le général Hurel, Céline Chagot de Faÿs (née en 1797), qui devait épouser la même année Antoine, comte Amelot, marquis de Chaillou.   
Émilie Contat, se retira près de sa fille cadette à Nogent-sur-Vernisson, où elle mourut, très regrettée à cause de sa bienfaisance.

## Théâtre

### Carrière à la Comédie-Française
Entrée en 1784
Nommée 186e sociétaire en 1785
Départ en 1815
- 1784 : Le Mariage de Figaro de Beaumarchais : Fanchette
- 1785 : La Comtesse de Chazelle de Madame de Montesson
- 1786 : Le Chevalier sans peur et sans reproche de Jacques-Marie Boutet de Monvel : la fille cadette
- 1788 : La Jeune épouse de Michel de Cubières-Palmezeaux : Dorine
- 1788 : Eugénie de Beaumarchais : Betsy
- 1788 : Le Mariage de Figaro de Beaumarchais : Chérubin
- 1789 : Auguste et Théodore ou les Deux pages d'Ernest de Manteufel : Théodore
- 1789 :  L'Esclavage des nègres d'Olympe de Gouges : Betsy
- 1790 : Le Couvent de Pierre Laujon : Sœur Anastase
- 1790 : Le Tombeau de Desilles de Desfontaines-Lavallée
- 1790 : Les Dangers de l'opinion de Jean-Louis Laya : Lisette
- 1791 : La Liberté conquise de Harny de Guerville : Henriette
- 1791 : Le Mari directeur de Flins des Oliviers : Eulalie
- 1791 : Monsieur de Crac dans son petit castel de Jean-François Collin d'Harleville : Jack
- 1792 : La Matinée d'une jolie femme d'Étienne Vigée : M. de Selmour
- 1792 : Le Faux insouciant de Louis-Jean Simonnet de Maisonneuve : Julie
- 1792 : George Dandin de Molière : Claudine
- 1793 : Le Conteur ou les Deux postes de Louis-Benoît Picard : Suzanne
- 1793 : Les Femmes de Charles-Albert Demoustier : Constance
- 1799 : L'Intrigue épistolaire de Fabre d'Églantine : Mme Fougères
- 1799 : Le Deuil prématuré de Noël-Barthélemy Monvel : Lisette
- 1799 : La Mère coupable de Beaumarchais : Suzanne
- 1800 : L'Heureuse erreur de Joseph Patrat : Lisette
- 1800 : La Femme jalouse de Desforges : Justine
- 1800 : Le Lord imprévu de Jean-Charles-Julien Luce de Lancival : Dolly
- 1800 : Les Deux poètes d'Antoine-François Rigaud : Nicole
- 1800 : Tartuffe de Molière : Dorine
- 1801 : Le Collatéral de Fabre d'Églantine : Lisbeth
- 1803 : La Boîte volée de Charles de Longchamps : Héléna
- 1803 : La Dédaigneuse de Pierre-Jean Luret : Lisette
- 1803 : Le Veuf amoureux de Jean-François Collin d'Harleville : Hervin
- 1807 : Le Mariage de Figaro de Beaumarchais : Suzanne
- 1807 : Le Paravent d'Eugène de Planard : Beatrix
- 1809 : Le Chevalier d'industrie d'Alexandre Duval : Lisette
- 1809 : La Revanche de François Roger et Augustin Creuzé de Lesser : Franceska
- 1810 : La Mère confidente de Marivaux : Lisette
- 1810 : Le Vieux fat ou les Deux vieillards de François Andrieux : Sophie
- 1812 : L'Indécis d'Alexis de Charbonnières : Lisette
- 1813 : L'Avis aux mères ou les Deux fêtes d'Emmanuel Dupaty : Marton
- 1813 : La Suite d'un bal masqué d'Alexandrine-Sophie de Bawr : Rosette
- Les Femmes savantes de Molière : Martine
- Le Légataire universel de Jean-François Regnard : Lisette

## Sources
- Edmond Denis de Manne, Frédéric Hillemacher, Galerie historique des portraits des comédiens de la troupe de Voltaire, Lyon, N. Scheuring, 1861, p. 311.
- Émile Campardon, Les Comédiens du roi de la troupe française pendant les deux derniers siècles, Paris, H. Champion, 1879, p. 48.